# Räkan från Maxim
Räkan från Maxim är en svensk TV-pjäs från 1980 i regi av Hans Alfredson.

## Om filmen
Erik Näslund stod för den svenska versionen av Georges Feydeaus pjäs Damen från nattkaféet från 1899.

## Rollista i urval
- Lena Nyman  -  Räkan
- Monica Zetterlund -   Madame Petypon
- Thommy Berggren  -  Dr Petypon
- Jan Blomberg  -  Dr Mongicourt
- Sven Holmberg  -  Generalen
- Anders Linder -  Etienne, betjänten
- Birgitta Valberg -  Hertiginnan de Valmonté
- Peter Harryson -  Hertig de Valmonté, hennes son
- Birgitta Andersson  - Madame Vidauban
- Sune Mangs  -  Monsieur Vidauban
- Marga Pettersson  - Clémentine
- Lasse Åberg  -  Löjtnant Corignon
- Lottie Ejebrant  -  Madame Hautignol
- Ruth Kasdan  -  Madame Ponant
- Lissi Alandh  - Madame Virette
- Monica Dominique  - Madame de Claux
- Stig Johanson  -  Abbé Chanteau
- Rico Rönnbäck  -  Löjtnant Chamerot
- István Kisch  -  Löjtnant Gulasch
- Folke Lindh  -  Emile
- Ulf von Zweigbergk  - Lakejen
- Urban Sahlin  -  Gatsoparen